# Joseph Seemüller
Joseph Eusebius Seemüller (* 15. Oktober 1855 in Währing; † 20. Januar 1920 in  St. Martin am Techelsberg) war ein österreichischer Germanist (Sprachwissenschaftler).

## Leben
Joseph Seemüller, Sohn eines Statthalterei-Offizials, besuchte von 1866 bis 1873 das Wiener Schottengymnasium und wurde dort von dem Germanisten Hugo Mareta unterrichtet. 1873 bis 1876 studierte er an der Wiener Universität bei Richard Heinzel, Karl Tomaschek und Wilhelm von Hartel Germanistik und Altphilologie. 1877 promovierte Joseph Seemüller bei Heinzel mit der von Wilhelm Scherer in Straßburg betreuten Dissertation „Die Handschriften und Quellen von Willirams deutscher Paraphrase des Hohen Liedes“ zum Dr. phil. und habilitierte sich 1879 – ebenfalls mit einer Schrift über Williram. Bis 1890 unterrichtete er als Lehrer an Wiener Gymnasien Deutsch. 1890 wurde Joseph Seemüller Professor für Altgermanistik an der Universität Innsbruck. Josef Schatz, der Erforscher des „gesamtbairischen Mundartgebietes“, promovierte und habilitierte sich dort bei ihm über Themen aus der Mundartkunde. 1905 wurde Joseph Seemüller – als ordentlicher Professor für Deutsche Sprache und Literatur an der Universität Wien – Nachfolger Heinzels.
In den Jahren bis 1912 edierte er mittelhochdeutsche österreichische Texte (siehe auch Werke unten) und widmete sich als Hochschullehrer der Ausbildung von Gymnasiallehrern. Zur Untersuchung deutscher Mundarten machte er im Wiener Phonogrammarchiv entsprechende Tonaufnahmen.
1912 beendete er seine berufliche Tätigkeit krankheitshalber. Als aber sein Nachfolger Carl von Kraus 1917 von Wien nach München ging, sprang er ein und lehrte bis kurz vor seinem Tode.

## Ehrungen
- 1902 korrespondierendes, 1906 ordentliches Mitglied der Österreichischen Akademie der Wissenschaften
- 1910 Hofrat
- 1911 korrespondierendes Mitglied der Akademie der Wissenschaften[2]
- 1917 korrespondierendes Mitglied der Bayerischen Akademie der Wissenschaften
- seit 1942 gibt es in Dornbach eine Seemüllergasse.

## Schriften
- Deutsche Mundarten. Hölder Verlag, Wien 1918. 76 Seiten.
- einer der Gründer des Wörterbuchs der bairischen Mundarten in Österreich.

Editor
- Seifried Helbling (angeblicher Verfasser): Der kleine Lucidarius. Herausgegeben und erklärt von Joseph Seemüller (Nachdruck der Ausgabe Buchhandlung des Waisenhauses, Halle an der Saale 1886), Olms, Hildesheim 1987, ISBN 3-487-07898-8, 392 Seiten.

Herausgeber
- Monumenta Germaniae Historica.
  - Deutsche Chroniken und andere Geschichtsbücher des Mittelalters. Band 5: Ottokars österreichische Reimchronik. Nach den Abschriften Franz Lichtensteins. Weidmann, Berlin 1890. Halbband 1, 720 Seiten, OCLC 494718183.
  - Deutsche Chroniken und andere Geschichtsbücher des Mittelalters. Band 5: Ottokars österreichische Reimchronik. Nach den Abschriften Franz Lichtensteins. Weidmann, Berlin 1893. Halbband 2, 719 Seiten, OCLC 493159160.
  - Deutsche Chroniken und andere Geschichtsbücher des Mittelalters. Band 6: Oesterreichische Chronik von den 95 Herrschaften. Weidmann, Berlin 1906–1909. 276 Seiten.
  - Ottokars steirische Reimchronik. Nach den Abschriften Franz Lichtensteins. 2 Bände. (MGH. Deutsche Chroniken V, 1–2), Hannover 1890–1893.